# Lasioceros vitiensis
Lasioceros vitiensis är en fjärilsart som beskrevs av Robinson 1975. Lasioceros vitiensis ingår i släktet Lasioceros och familjen tandspinnare. Inga underarter finns listade i Catalogue of Life.